# Prix ONERA-Sciences mécaniques pour l’aéronautique et l’aérospatial
Le prix ONERA-Sciences mécaniques pour l’aéronautique et l’aérospatial est un prix annuel de l'Académie des sciences et de l'Office national d'études et de recherches aérospatiales (ONERA) créé depuis 2018. Le prix est doté de 10 000 euros. 

## Liste des lauréats
- 2024 : Jérémie Bec, directeur de recherche CNRS, Institut de physique de Nice.
- 2023 : Véronique Lazarus, professeure et chercheuse à l’École nationale supérieure de techniques avancées, en mécanique des solides.
- 2022 : Mickaël Bourgoin, directeur de recherche au CNRS au Laboratoire de physique (CNRS/ENS de Lyon).
- 2021 : Anthony Gravouil, professeur à l’INSA de Lyon, membre du laboratoire de Mécanique des Contacts et des Structures (INSA de Lyon/CNRS) et membre honoraire de l’Institut Universitaire de France.
- 2020 : Éric Serre, directeur de recherche CNRS, au sein du laboratoire Mécanique, Modélisation & Procédés Propres – M2P2 (Aix-Marseille Université/CNRS/Centrale Marseille).
- 2019 : Nicolas Moes, directeur de la recherche à l’École Centrale de Nantes, membre senior de l’Institut Universitaire de France.
- 2018 : Vincent Moureau, chercheur au Centre national de la recherche scientifique en combustion turbulente diphasique au laboratoire complexe de recherche interprofessionnel en aérothermochimie à Saint-Etienne du Rouvray.